# 沟稃草
沟稃草（学名：Aulacolepis treutleri）为禾本科沟稃草属下的一个种。